# Confrontos entre Almirante Brown e Nueva Chicago no futebol
Os Confrontos entre Almirante Brown e Nueva Chicago constituem um clássico de grande rivalidade disputado nos torneios de acesso do futebol argentino. O Club Almirante Brown foi fundado em janeiro de 1922, mas começou a participar profissionalmente no futebol argentino em 1956, na terceira divisão. Nueva Chicago, o torito, foi fundado em 1 de julho de 1911. Em 1965 o Almirante subiu à Primeira B, e desde então, devido aos cruzamentos entre ambas as instituições, o clássico começou a tomar forma.
Ambas as equipes estão sediadas na zona oeste de Buenos Aires, apesar disto, a equipe mirasol (Almirante Brown) pertence a Isidro Casanova na (Província de Buenos Aires) enquanto que Nueva Chicago está localizada em Mataderos, na (capital), ambas localidades estão separadas pela Avenida General Paz.
Em La Matanza está a grande massa de torcedores do Club Almirante Brown e em Mataderos a de Nueva Chicago. Aí se dá o "critério" de rivalidade entre ambas as equipes, a proximidade geográfica, algo indispensável em quase todos os clássicos do futebol argentino.
À esta vizinhança acrescenta-se o fato de que Nueva Chicago possui um prédio para a prática desportiva de suas categorias de base em San Justo (La Matanza), chamado Filial San Justo, zona onde habita a maior parte dos torcedores do Almirante Brown.

## História
Apesar dos simpatizantes do Club Almirante Brown e Nueva Chicago viverem um período de curta amizade nos primeiros encontros esportivos no futebol profissional da Argentina, a rivalidade entre as torcidas fez-se muito forte e consolidou-se a partir de 1972, logo que ambas equipes disputaram um campeonato na segunda divisão, onde Nueva Chicago (que estava em segundo lugar) venceu uma das partidas contra o Almirante Brown (que estava na liderança) e chegou a retirar-lhe provisoriamente a liderança, ainda que a curto prazo a o Almirante a recuperou.
Nesse ano ambos os conjuntos foram os primeiros ao longo de quase todo o campeonato, mas caíram no final, e foi o Club Atlético All Boys quem terminou campeão (subindo à Primeira Divisão).
Além desse campeonato, a relação entre ambas torcidas e inclusive a diretoria das respectivas agremiações se deterioraram totalmente em 1978, quando em uma partida jogada entre ambos, houve uma escalação irregular de um jogador do Nueva Chicago e os dirigentes do Club Almirante Brown protestaram na AFA. Ali, o órgão organizador do futebol argentino deu a partida como ganha pelo Almirante Brown, que havia perdido em campo.
Desta forma, as relações entre dirigentes e torcidas de ambos clubes foram definitivamente quebradas, e desde esse ano a cada partida entre o Club Almirante Brown e Nueva Chicago é considerado por seus simpatizantes e pelos meios jornalísticos como um dos clássicos do futebol argentino de maior importância para os torneios de acesso.

## Retrospecto
A estatística indica que foram disputadas 58 partidas. Nueva Chicago venceu 20 enquanto que Almirante Brown venceu 19 jogos. Empataram em 20 oportunidades. O último jogo entre ambos, disputado em Mataderos, foi vencido pelo Almirante Brown por 1 a 0, com gol de Daniel Bazán Vera de pênalti.